# Alpinia platychilus
Alpinia platychilus är en enhjärtbladig växtart som beskrevs av Karl Moritz Schumann. Alpinia platychilus ingår i släktet Alpinia och familjen Zingiberaceae. Inga underarter finns listade i Catalogue of Life.